# Nueil-sous-Faye

Nueil-sous-Faye este o comună în departamentul Vienne, Franța. În 2009 avea o populație de 250 de locuitori.